# Boro
Il boro è l'elemento chimico della tavola periodica degli elementi che ha numero atomico 5 e simbolo B. È il primo elemento del gruppo 13 del sistema periodico e, con la sua configurazione elettronica [He] 2s2 2p1, inaugura in tal modo il blocco p del sistema periodico.
Chimicamente è un metalloide, a differenza di tutti gli altri elementi che lo seguono nel gruppo, che sono metallici; inoltre, nella sua forma più comune in condizioni ambiente è un semiconduttore, sebbene non sia usato come tale, ma come drogante di tipo P per altri materiali semiconduttori di tipo IV (Si, Ge), ma anche come costituente di alcuni semiconduttori di tipo III-V.
Il boro non si trova libero in natura e si ricava dal borace, che è il suo più noto minerale, variamente diffuso e da cui prende nome.
Si conoscono quattro allotropi cristallini del boro, tutti con struttura molto complessa, di un color grigio quasi nero, ma che mostrano lucentezza metallica, e una forma pulverulenta amorfa di colore marrone. La forma cristallina più comune è durissima (9,3 sulla scala di Mohs) ed è una cattiva conduttrice a temperatura ambiente. Questo elemento ha alcune proprietà che ricordano il silicio (relazione diagonale) ed è anche un semiconduttore.

## Caratteristiche
Il boro possiede tre elettroni nel suo strato esterno e nei suoi composti questi si distribuiscono in tre orbitali ibridi sp², lasciando un orbitale p vuoto. Per questa ragione i composti di boro spesso si comportano come acidi di Lewis, legandosi prontamente con sostanze ricche di elettroni.
Le caratteristiche ottiche di questo elemento includono la trasmissione di luce infrarossa. A temperature normali il boro è un povero conduttore elettrico ma diventa un buon conduttore ad alte temperature.
Il boro ha il più alto carico di rottura tra tutti gli elementi conosciuti.
Il nitruro di boro può essere utilizzato per produrre materiali duri come il diamante. Il nitruro inoltre agisce da isolante elettrico ma conduce il calore in maniera simile a un metallo. 
Questo elemento ha inoltre qualità lubrificanti simili alla grafite. Il boro è anche simile al carbonio con la sua capacità di formare strutture molecolari stabili legate covalentemente.

Diagramma di fase del boro.

## Applicazioni
Il composto di boro più importante dal punto di vista economico è il tetraborato di sodio Na2B4O7·10H2O, o borace, che è usato in abbondanza nella produzione di isolanti (vetroresina) e perborato di sodio (candeggianti).
Altri utilizzi del boro sono:
- a causa del suo colore di fiamma verde, il boro amorfo è usato nei fuochi d'artificio;
- l'acido borico è un importante composto usato nei prodotti tessili e in medicina (in soluzione diluita) come blando antisettico per uso esterno;
- composti di boro sono usati estensivamente nella sintesi organica e nella manifattura di vetri borosilicati;
- altri composti sono usati come conservanti del legno, e sono molto interessanti sotto questo aspetto perché poco tossici;
- il boro-10 è un assorbitore di neutroni utilizzato nel controllo dei reattori nucleari come i PWR, e come schermo contro la radiazione neutronica e nel rilevamento dei neutroni;
- i filamenti di boro sono materiali molto resistenti e leggeri, usati principalmente per strutture aerospaziali avanzate;
- viene utilizzato per il drogaggio di tipo p del silicio.[7]

I composti di boro vengono studiati per l'uso in un'ampia gamma di applicazioni; componente per membrane permeabili agli zuccheri, sensori di carboidrati e bioconiugati. Applicazioni mediche allo studio includono la terapia per cattura neutronica del boro e il rilascio di farmaci. Altri composti di boro sono promettenti nella cura dell'artrite.
Gli idruri complessi di boro (borani) o di boro e carbonio (carborani) si ossidano facilmente e liberano una considerevole quantità di energia. Sono quindi studiati come possibile carburante per i razzi. Nell'industria nucleare, l'acido borico è molto usato come veleno neutronico per la regolazione di potenza dei reattori nucleari a fissione, questo è dovuto alla sua grande sezione d'urto per la cattura dei neutroni.

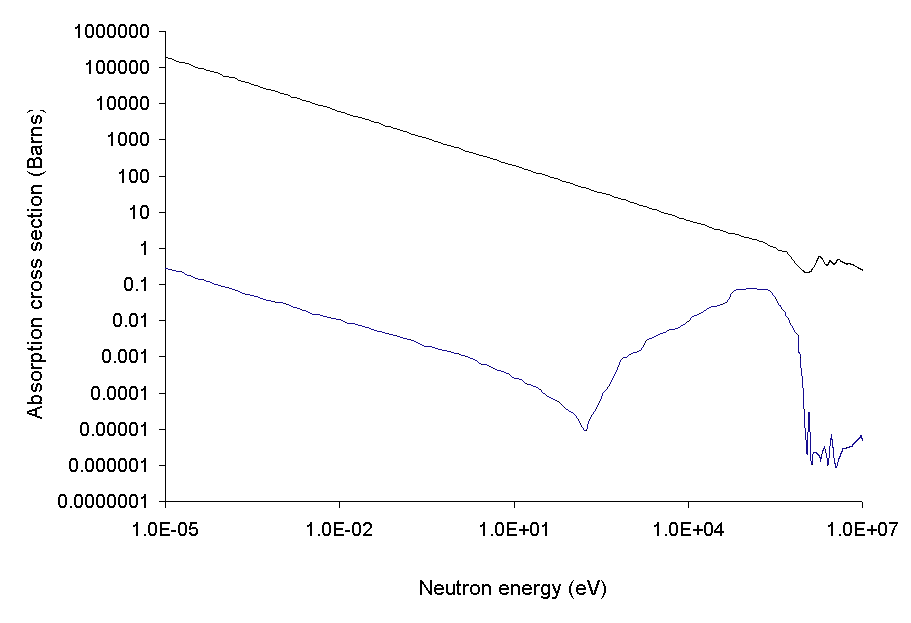
Sezione d'urto del ^{10}B (superiore) e ^{11}B (inferiore)

Sono infine da citare i boruri metallici, ottenibili in genere per combinazione diretta del boro con un altro elemento chimico ad alte temperature. Si tratta di sostanze altamente refrattarie, con elevato punto di fusione (in genere superiore a i 2000 °C) e per tale ragione trovano impiego nella costruzione di crogioli, camicie di camere di combustione, parti di turbine sottoposte a sollecitazioni termiche continue e strumenti da taglio ad alte velocità.
Nella tabella successiva riportiamo i boruri più conosciuti con il rispettivo peso specifico ed il punto di fusione:
| boruro              | formula bruta | peso specifico (in kg/dm³) | punto di fusione (in °C) |
| ------------------- | ------------- | -------------------------- | ------------------------ |
| boruro di afnio     | HfB2          | 11,2                       | 3250                     |
| boruro di tungsteno | W2B5          | 13,1                       | 2230                     |
| boruro di tantalio  | TaB2          | 12,6                       | 3090                     |
| boruro di niobio    | NbB2          | 7,21                       | 3060                     |
| boruro di zirconio  | ZrB2          | 3,63                       | 2680                     |
| boruro di vanadio   | VB2           | 5,10                       | 2400                     |
| boruro di titanio   | TiB2          | 4,52                       | 2310                     |

## Storia
Composti di boro - dall'arabo Burāq (persiano Burah), lampo - sono conosciuti da migliaia di anni. Nell'antico Egitto, la mummificazione dipendeva da un materiale conosciuto come natron, che conteneva borati e altri sali comuni. Glasse di borace erano usate in Cina dal 300 d.C., e composti di boro erano usati per la fabbricazione del vetro nell'antica Roma.
Nel XVII secolo a Larderello inizia l'estrazione di sali di boro sfruttando le sorgenti d'acqua calda del sottosuolo, in una fase industriale precedente allo sfruttamento geotermoelettrico del territorio.
L'elemento fu isolato nel 1808 fino al 50% di purezza da Humphry Davy, Joseph Louis Gay-Lussac e Louis Jacques Thénard, che, però, non riconobbero la sostanza come un elemento. Fu Jöns Jacob Berzelius nel 1824 a identificare il boro come elemento. Il primo boro puro fu prodotto dal chimico statunitense Ezekiel Weintraub nel 1909.

## Disponibilità
Gli Stati Uniti e la Turchia sono i più grandi produttori di boro. Quest'ultimo, però, non è presente in natura nella sua forma elementare ma si trova combinato nel borace, nella sassolite, nella colemanite, nella kernite, nell'ulexite e nei borati. L'acido borico si trova a volte nelle sorgenti d'acqua vulcaniche . L'ulexite è un minerale che possiede per natura le proprietà delle fibre ottiche.
Il boro puro non è di facile preparazione. I primi metodi impiegati utilizzavano la riduzione dell'ossido di boro con metalli quali il magnesio o l'alluminio. Comunque, il prodotto era quasi sempre contaminato. Il boro puro può essere preparato riducendo alogenati di boro volatili, con l'idrogeno ad alte temperature.
Nel 1997 il boro cristallino (puro al 99%) costava circa 5 $ il grammo, il boro amorfo 2 $ il grammo.
| I maggiori produttori di boro nel 2019 | I maggiori produttori di boro nel 2019 | I maggiori produttori di boro nel 2019 |
| Posizione                              | Paese                                  | Produzione (mille tonnellate)          |
| -------------------------------------- | -------------------------------------- | -------------------------------------- |
| 1                                      | Turchia                                | 2400                                   |
| 2                                      | Cile                                   | 400                                    |
| 3                                      | Cina                                   | 250                                    |
| 4                                      | Bolivia                                | 200                                    |
| 5                                      | Germania                               | 120                                    |
| 6                                      | Perù                                   | 111                                    |
| 7                                      | Russia                                 | 80                                     |
| 8                                      | Argentina                              | 71                                     |

NOTA: i dati per gli Stati Uniti d'America sono assenti in quanto non resi pubblici.

## Isotopi
Si conoscono almeno 14 isotopi dell'elemento boro, da A = 6, ad A = 19. In natura esso è rappresentato da due isotopi, entrambi stabili: 10B (19,8%) e 11B (80,2%).
La variabilità delle loro abbondanze relative, in particolare tra i giacimenti di borati californiani (poveri in 10B) e quelli turchi (ricchi in 10B), non permette una determinazione della massa atomica del boro in forma più precisa di 10,811 u. La distribuzione isotopica del boro, che è il risultato del frazionamento dei suoi isotopi, è controllata principalmente dalle reazioni di scambio delle specie idrosolubili di boro, principalmente B(OH)3 e B(OH)4–. Gli isotopi del boro vengono frazionati anche durante la cristallizzazione dei minerali, durante i cambiamenti nella fase acquosa dei sistemi idrotermici e durante le alterazioni idrotermiche delle rocce. L'ultimo effetto (precipitazione preferenziale dello ione 10B(OH)4- nelle argille) dà luogo a soluzioni arricchite di 11B(OH)3 e questo può comportare l'arricchimento di 11B nell'acqua marina.
L'isotopo 10B (spin 3+), con 5 protoni e 5 neutroni nel nucleo, è uno dei pochissimi nuclidi dispari-dispari, una caratteristica che limita fortemente la stabilità nucleare: questo è il terzo nuclide stabile di questo tipo, dopo il deuterio (H-2) e il Litio-6, ed è seguíto dall'azoto-14 (a questi si potrebbe aggiungere il tantalio-180m, che però è solo osservativamente stabile).
Questo isotopo mostra un'altissima sezione d'urto (3836 barn) per la cattura di neutroni termici (neutroni lenti, di bassa energia); la cattura del neutrone porta alla formazione di 11B*, uno stato eccitato di 11B, il quale si stabilizza espellendo una particella α (4He, decadimento alfa), lasciando così un nucleo di 7Li (stabile):
10B + n   →   [11B*]   →   7Li + 4He  (Q = 2,792 MeV)
Grazie a questa reazione l'isotopo 10B può essere usato per quantificare il flusso di neutroni termici usando un comodo rivelatore di particelle alfa, facilmente rivelabili perché cariche, come contatore di neutroni privi di carica. Su questa reazione nucleare si basa la terapia antitumorale per tumori cerebrali: l'irradiazione con neutroni della zona interessata contenente un adatto composto del boro, ad ogni cattura di neutroni rilascia in situ una particella alfa, che in questo caso è un proiettile di 1,47 MeV di energia cinetica, danneggiando la cellula tumorale.
L'isotopo 11B (spin 3/2-), quattro volte più abbondante del 10B, è usato nella spettroscopia di risonanza magnetica nucleare del boro ed è preferito all'isotopo 10B: l'uso del nuclide 11B, grazie al suo minore momento di quadrupolo nucleare, permette di ottenere spettri con picchi meno allargati che con 10B, con conseguente guadagno di risoluzione, e si ha anche il vantaggio di una sensitività è maggiore.
L'isotopo 11B, inoltre, ha un ruolo in una variante delle fusioni nucleari aneutroniche. Irradiato con protoni accelerati da impulsi laser, il nucleo di boro-11 dà come prodotti finali tre particelle alfa con rilascio di 8,68 MeV di energia. I due principali canali della rezione nucleare sono i seguenti:
11B + p   →   [12C*]   →  3 4He 
11B + p   →   [12C*]   →   8Be + 4He;   8Be   →  2 4He 
Questo processo è stato testato sia su bersagli di boro elementare che di nitruro di boro.

### Isotopi radioattivi
Prima del primo isotopo stabile del boro abbiamo nuclidi fortemente instabili, i quali coinvolgono nei loro decadimenti anche l'interazione nucleare forte.
L'isotopo 7B (spin 3/2-), notevolmente povero di neutroni, decade facendo intervenire l'interazione nucleare forte con l'espulsione di un protone (T1/2 = 3,26×10−22 s, Q = 2.204 keV), per dare berillio-6, instabile, che poi decade per doppia espulsione di protone, trasformandosi in elio-4, stabile.
L'isotopo 8B (spin 2) decade emettendo un positrone (β+) e un neutrino a dare 8Be (estremamente instabile), che si spezza in 2 particelle α; di questo processo di decadimento si conosce l'emivita, che è di 770 millisecondi e l'energia rilasciata, che è pari a 185,04 keV.
L'isotopo 9B (spin 3/2-) è stato scoperto nel 1940 e la struttura dei suoi livelli energetici nucleari, come pure quella del correlato 9Be, ha destato molte perplessità ed interesse. Si tratta di un nuclide povero di neutroni che decade emettendo un protone per dare 8Be (estremamente instabile), che poi si spezza in due particelle α (fissione); la sua emivita è di 8,44×10-19 s.
L'isotopo 12B (spin 1) per il 98,4% decade β− a 12C, che è stabile, con rilascio di 6,00 MeV; per l'1,6% decade (β− + α), dando ancora 8Be che poi si spezza in 2 particelle α; l'emivita è di 20,2 millisecondi.
L'isotopo 13B (spin 3/2-) per il 99,72% decade β− dando 13C, stabile, con rilascio di 8,490 MeV; per lo 0,28% decade (β− + n) per dare 12C, stabile; l'emivita è di 17,33 millisecondi.
L'isotopo 14B (spin 2-) per il 94% decade β− dando 14C con rilascio di 20,644 MeV, il quale poi decade β− a dare 14N, stabile; per il 6,04% decade (β− + n) per dare 13C, stabile; l'emivita è di 12,5 millisecondi.

## Analisi chimica
Il boro si identifica quantitativamente per via spettrofotometrica utilizzando come reagente una soluzione di kinalizarina (45 mg disciolti in un litro di acido solforico al 96%) e misurandone l'assorbanza a 620 nm.

## Precauzioni
Il boro e i borati non sono generalmente tossici e maneggiabili senza precauzioni speciali; tuttavia, alcuni dei suoi composti idrogenati hanno tossicità sufficiente da richiedere particolare attenzione.
Il boro è tossico se ingerito, il valore limite per l'acqua potabile è fissato dal DPR numero 236 del 1988 a 1 mg/l, mentre l'Organizzazione mondiale della sanità (OMS) consiglia un valore di 0,5 mg/l.

## Il boro in biologia
Studi sempre più numerosi affermano oramai che il boro è un oligoelemento indispensabile per il corretto funzionamento della biochimica animale. È stato provato che il boro (come anione borato) ha un effetto positivo sull'assorbimento del calcio nell'uomo ed allo stesso tempo previene la perdita del magnesio. Ciò è utile per almeno due ragioni. Primo, farebbe del boro un oligoelemento da includere tra i fattori coinvolti nella prevenzione dell'osteoporosi. Lavorando sul riassorbimento di calcio e magnesio, è stato anche dimostrato che il boro innalza i livelli di estrogeni e di vitamina D anche nelle donne in menopausa. Il meccanismo molecolare di ciò non è stato ancora compreso, anche se qualche studio preliminare punta sul rimaneggiamento del metabolismo degli acidi ribonucleici (RNA) e sull'intervento di enzimi della classe fosfo-proteina fosfatasi.
Secondo, metterebbe il boro nella posizione di supplemento alimentare indicato anche nella correzione degli squilibri elettrolitici nei pazienti cardio- o nefropatici, che fanno largo uso di diuretici e/o digitalici. Queste classi di farmaci, infatti, provocano in cronico una perdita corporea cospicua di elettroliti quali potassio, magnesio e calcio, oltre ovviamente al sodio (che viene considerato tra gli effetti anti-ipertensivi di questi farmaci).
Una delle ragioni per cui i vegetariani non soffrono frequentemente di osteoporosi potrebbe ricercarsi proprio nel costante e buon introito di boro attraverso i legumi, le verdure e la frutta di cui fanno largo consumo. Studi aggiuntivi indicherebbero che il boro potrebbe avere un benefico effetto anti-infiammatorio a carico delle giunture articolari, attraverso la modulazione di certe citochine, ed essere così un valido integratore per patologie di tipo artritico.
Infine, alcuni studi sembrerebbero indicare che esistano degli effetti positivi degli anioni borato, o di suoi derivati organici, su alcuni tipi di cellule tumorali umane.
Il fabbisogno giornaliero di boro, secondo le raccomandazioni dell'Istituto Superiore della Salute statunitense (NIH) si attestano tra 1,5 e 3,9 mg/die. Gli alimenti più ricchi di boro sono le pere, l'uva, le prugne, i datteri, le mandorle, i cavolfiori, i funghi, i fagioli ed i legumi verdi.

## Ricerche sulla fusione nucleare boro-protone a confinamento laser
In un esperimento condotto nel 2004, un gruppo di scienziati russi è riuscito a produrre una reazione di fusione nucleare, innescata dal confinamento laser tra protoni (atomi d'idrogeno privi dell'elettrone) e atomi di boro, alla temperatura di 109 K (kelvin), senza emissione di neutroni e particelle radioattive; l'energia richiesta dal laser supera però di molto quella prodotta dalla reazione.